# Väino Ilus
Väino Ilus (* 8. Dezember 1929 in Viljandi) ist ein estnischer Schriftsteller.

## Leben
Väino Ilus ging bis 1941 in Viljandi zur Schule und verbrachte die Jahre des Zweiten Weltkriegs im sowjetischen Hinterland. Nach dem Krieg lernte er Schlosser in Viljandi und legte als Externer 1956 in Tallinn die Reifeprüfung ab. Seit 1952 war er Mitglied der KPdSU, und von 1953 bis 1957 studierte er Journalistik auf der Parteischule in Tallinn. Danach war er in verschiedenen Zeitungsredaktionen tätig und von 1961 bis 1981 bei der Literaturzeitschrift Looming angestellt. Von 1968 bis 1974 war er dort stellvertretender Chefredakteur, als Paul Kuusberg die Leitung der Zeitschrift innehatte.
Väino Ilus ist seit 1958 Mitglied des Estnischen Schriftstellerverbandes und lebt in Tallinn.

## Werk
Ilus debütierte Mitte der 1950er-Jahre mit Kurzgeschichten, nachdem er bei einem Novellenwettbewerb einen dritten Preis erlangt hatte und von Rudolf Sirge zum Bearbeiten seiner Novelle ermutigt wurde. Sein erstes Buch publizierte Ilus 1962. Hierin wird nüchtern das Leben in einer Kolchose beschrieben und damit die Gegenwartsproblematik des estnischen Landlebens dargestellt. Schon die frühe Kritik konstatierte, dass das Werk „eine gewisse Trockenheit ausstrahlt, die eine Folge der wenig vorhandenen virtuosen Elemente“ ist.
Die Thematik der Gegenwartsgesellschaft zieht sich durch das gesamte Prosawerk des Autors, wobei bisweilen auch ein Vergleich zur Vergangenheit gezogen wird. Die einheimische Kritik verglich das Werk von Ilus gelegentlich mit Paul Kuusberg oder dem genannten Rudolf Sirge, wies aber umgekehrt auf den Kontrast zu Mats Traat hin, der eine vergleichbare Thematik mit anderer Schwerpunktsetzung bearbeite. Häufig wird er in einem Atemzug genannt mit Autoren wie Einar Maasik, Veera Saar, Endel Tennov oder Luise Vaher, die den sowjetischen Gegenwartsalltag thematisierten. Generell wird Ilus als ein Autor charakterisiert, der ohne spektakuläre Erneuerungen auskommt und den „guten alten Realismus“ pflegt, ohne den die Gegenwartsliteratur eine „schwächere Verbindung mit dem Leben“ hätte.
Trotzdem wurden seine frühen Werke auch in der Exilzeitschrift Mana besprochen, und nicht nur negativ: Ivar Grünthal fand bei dem Autor ein „beinahe tammsaarsches Paradox“, wenngleich er vorher sarkastisch feststellte: „Die Sklerose des Personenkults versucht Ilus mit dem ungelöschten Kalk des Klassenkampfes auszuräuchern.“
Viele seiner Werke sind ins Russische übersetzt, während auf Deutsch lediglich eine Erzählung in einer Anthologie vorliegt.

## Bibliographie
- Kand maas ('Mit den Hacken auf der Erde'). Tallinn: Eesti Riiklik Kirjastus 1962. 196 S.
- Sinu enese elu ('Dein eigenes Leben'). Tallinn: Eesti Riiklik Kirjastus 1964. 244 S.
- Muutlike ilmade ajal ('In Zeiten wechselhaften Wetters') Tallinn: Eesti Raamat 1965. 180 S.
- Tuulekülvid ('Windsaat') Tallinn: Eesti Raamat 1968. 352 S.
- Öösiti on kahjulik mõtelda. Üksteist juttu. ('Nachts ist Nachdenken schädlich. Elf Geschichten') Tallinn: Eesti Raamat 1969. 134 S.
- Kaotusseis ('Verluststellung') Tallinn: Eesti Raamat 1973. 190 S.
- Kohe pärast lapsepõlve. Jutte ('Gleich nach der Kindheit. Geschichten') Tallinn: Eesti Raamat 1976. 175 S.
- Kinsli peremehed ('Die Herren von Kinsli') Tallinn: Eesti Raamat 1978. 287 S.
- Käekäik ('Befinden') Tallinn: Eesti Raamat 1986. 175 S.
- Endamisi ja unes ('Im Stillen und im Schlaf') Tallinn: Eesti Raamat 1989. 264 S.

## Sekundärliteratur
- Villem Gross: Igaüks peab leidma oma koha, in: Keel ja Kirjandus 11/1962, S. 696–697.
- A. Hameri: Mõtlik tagasivaade, in: Keel ja Kirjandus 2/1965, S. 114–115.
- Ine Viiding: Igaüks peab leidma oma koha, in: Looming 12/1968, S. 1905–1909.
- Endel Tennov: Raamatu sulgemise järel, in: Looming 4/1974, S. 687–689.
- August Eelmäe: Ratsionaalne kroonika, in: Looming 9/1978, S. 1574–1576.
- Ine Viiding: Tugevusproov, in: Kirjanduse Jaosmaa 1977. Tallinn: Eesti Raamat 1979, S. 125–129.
- Olev Jõgi: Väino Ilus: piirid ja nende ületamine, in: Keel ja Kirjandus 12/1979, S. 724–728.
- Ülo Tonts: Inimene iseeneses ja oma ajas, in: Looming 12/1979, S. 1729–1735.
- Ülo Tonts: Eneseksjäämise vaevad, in: Keel ja Kirjandus 11/1986, S. 697–698.
- Oskar Kruus: Kuidas sünnib jutustus? in: Looming 6/1989, S. 834–836.